# بالگردگاه اسکای لیکس مدیکال سنتر
بالگردگاه اسکای لیکس مدیکال سنتر (به انگلیسی: Sky Lakes Medical Center Heliport) یک فرودگاه خصوصی است. این فرودگاه در کشور ایالات متحده آمریکا قرار دارد و در ارتفاع ۱۳۴۷ متری از سطح دریا واقع شده است.